# Mennoferská kosmologie

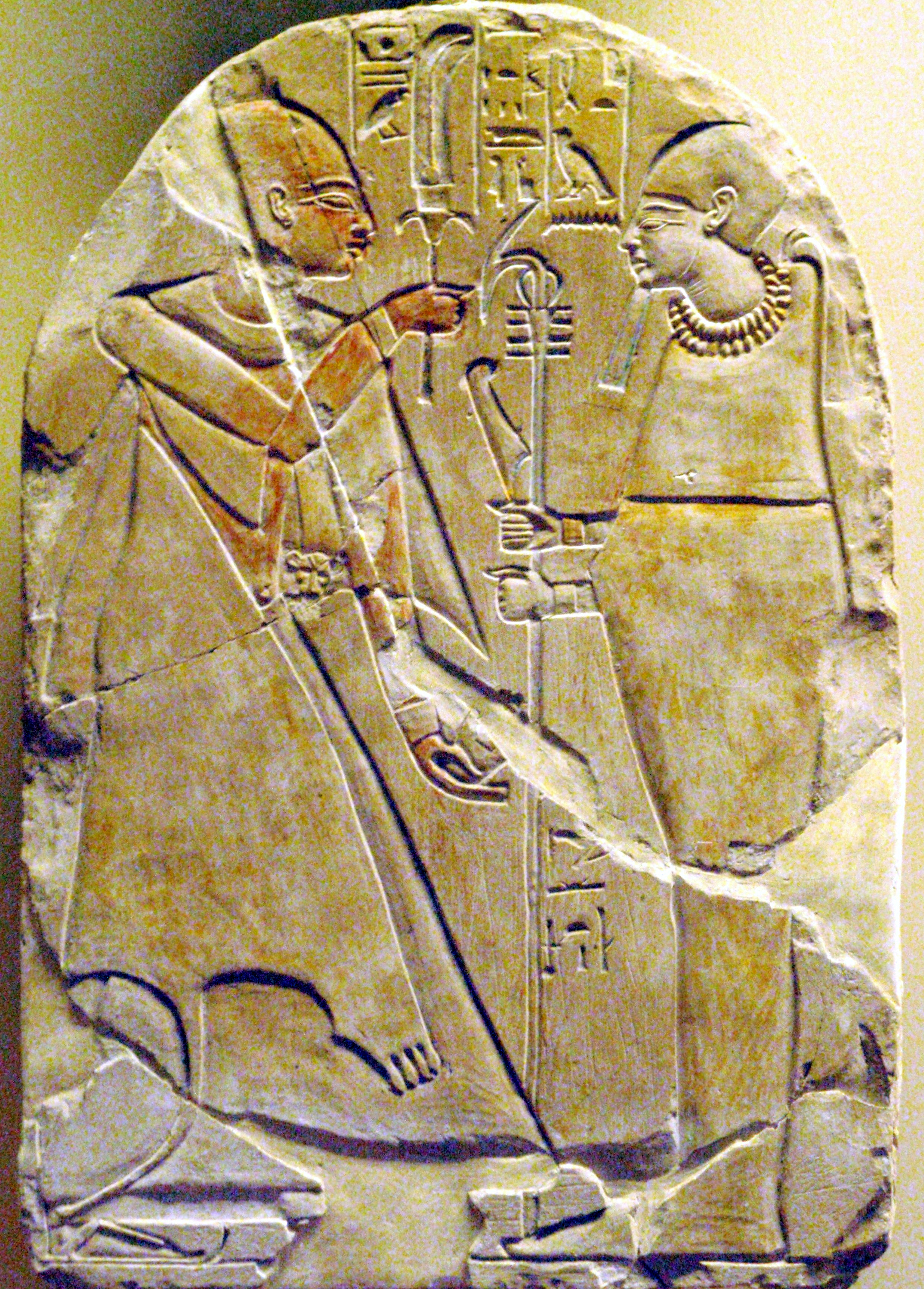
Bůh Ptah - hlavní stvořitel Mennoferské kosmologie

Mennoferská kosmologie (též Mennoferská teologie, Mennoferská kosmogonie a podobně) je moderní označení užívané v egyptologii a religionistice pro staroegyptský mytologicko-teologický koncept zaznamenaný na tzv. Šabakově desce a zachycující jednu z variant představy Egypťanů o vzniku bohů a světa. Byl vytvořen a rozvíjen ve významném správním a náboženském středisku Mennoferu (neboli Memfisu), které bylo hlavním centrem kultu boha Ptaha.

## Ptah Stvořitel
V mennoferské kosmologii jako prvotní stvořitelský bůh vystupuje právě Ptah. Zejména starší badatelé – religionisté poukazovali na to, že Mennoferská kosmologie je nejfilozofičtější ze všech známých staroegyptských nauk o počátku světa, a na myšlenkovou podobnost se starozákonním popisem aktu stvoření, jak je zaznamenán v prvních verších knihy Genesis, a s tezí mnohem pozdějšího křesťanského Evangelia podle Jana o stvoření prostřednictvím logu; Ptah totiž tvoří svým srdcem pokládaným Egypťany za centrum myšlení a celé osobnosti a jazykem jako nástrojem mluvení. Svět se nejprve zrodil jako představa v jeho mysli a své konkrétní podoby následně nabýval vyslovením božích myšlenek – jmen všech věcí.
Podle převažujícího mínění badatelů ovšem hlavním účelem Mennoferské kosmologie nebylo podat zprávu o stvoření, ale vysvětlit posvátný charakter královského úřadu, jeho geograficky dualitní pojetí a zdůraznit výsadní postavení Mennoferu jako prastarého královského sídelního města (a tím také výsadní postavení Ptaha mezi ostatními bohy).

## Doba vzniku
Hlavním a prakticky jediným pramenem pro poznání této koncepce je hieroglyfický nápis zaznamenaný na tzv. Šabakově desce. Panovník 25. dynastie Šabaka jej měl nechat vytesat jako opis mnohem staršího textu proto, že materiál (papyrus nebo snad pergamen), na němž byla původní předloha zaznamenána, byl „rozežrán červy“, takže hrozila jeho zkáza. Text je psán v té době už archaickým jazykem typickým pro Starou říši a podle některých skutečně vykazuje písařské chyby vzniklé při přepisování. Badatelé se proto dříve domnívali, že kosmologie vznikla už na samém počátku staroegyptských dějin spolu se založením Mennoferu a tamního Ptahova chrámu historicky prozatím spolehlivě nedoloženým králem – „sjednotitelem“ Menim.
Tato datace byla ovšem v 70. letech 20. století zpochybněna. Přestože byly mennoferský královský palác a chrám samotnými Egypťany pokládány za budovy zvláštním způsobem spojené se sjednocením Egypta, nelze totéž tvrdit o Mennoferské kosmologii; na základě jazykových výzkumů textu je doba jeho vzniku většinově posouvána zcela jistě do období po Achnatonově náboženské reformě, nejdříve do doby vlády Ramesse II. z 19. dynastie, pravděpodobněji však až do dynastie 20. Dataci znesnadňuje například fakt, že popis procesu stvoření je zasazen do kontextu převyprávění mýtů o sporu Hora se Sutechem o vládu nad Egyptem jako dědictví po zemřelém Usirovi, které jsou bezesporu svým původem mnohem starší. Lze se také domnívat, že původní jádro Mennoferské kosmologie vzniklo přibližně ve stejné době jako Texty pyramid (tedy na přelomu období 5. a 6. dynastie; v tom případě je datováno zpravidla do doby Venisovy) a později za Nové říše a v Šabakově době došlo k jeho výrazným úpravám, při nichž byly do konceptu zapracovány prvky převzaté z jiných kosmogonií.
Jak shrnuje Jan Assmann, současná mínění o stáří textu (když se někteří badatelé dokonce domnívají, že mohl vzniknout teprve v době samotného Šabaky) se rozcházejí o 2000 let, což svědčí o trvající aktuálnosti na desce zaznamenaných mýtů a názorně demonstruje všestrannou důležitost role, která byla ve starověkém Egyptě mytologickým koncepcím přiznávána.

### České editace textu kosmologie
- HELLER, Jan. Starověká náboženství. Praha: Kalich, 1988. 440 s. S. 89n. (překlad František Lexa)
- KOZÁK, Jaromír. Hermetismus: tajné nauky starého Egypta. Praha: Eminent, 2002. 327 s. ISBN 80-7281-109-6. S. 256n.
- LEXA, František. Náboženská literatura staroegyptská II. Praha: Herrmann & synové, 1997. 246 s. S. 138n.
- NAYDLER, Jeremy. Chrám kosmu: starověká egyptská zkušenost Posvátného. Překlad Miroslav Krůta. Praha: Volvox Globator, 1999. 301 s. ISBN 80-7207-245-5. S. 61n.
- ŽÁBA, Zdeněk. Tesáno do kamene, práno na papyrus. Praha: Svoboda, 1968. 198 s. S. 164n.